# 一目入道

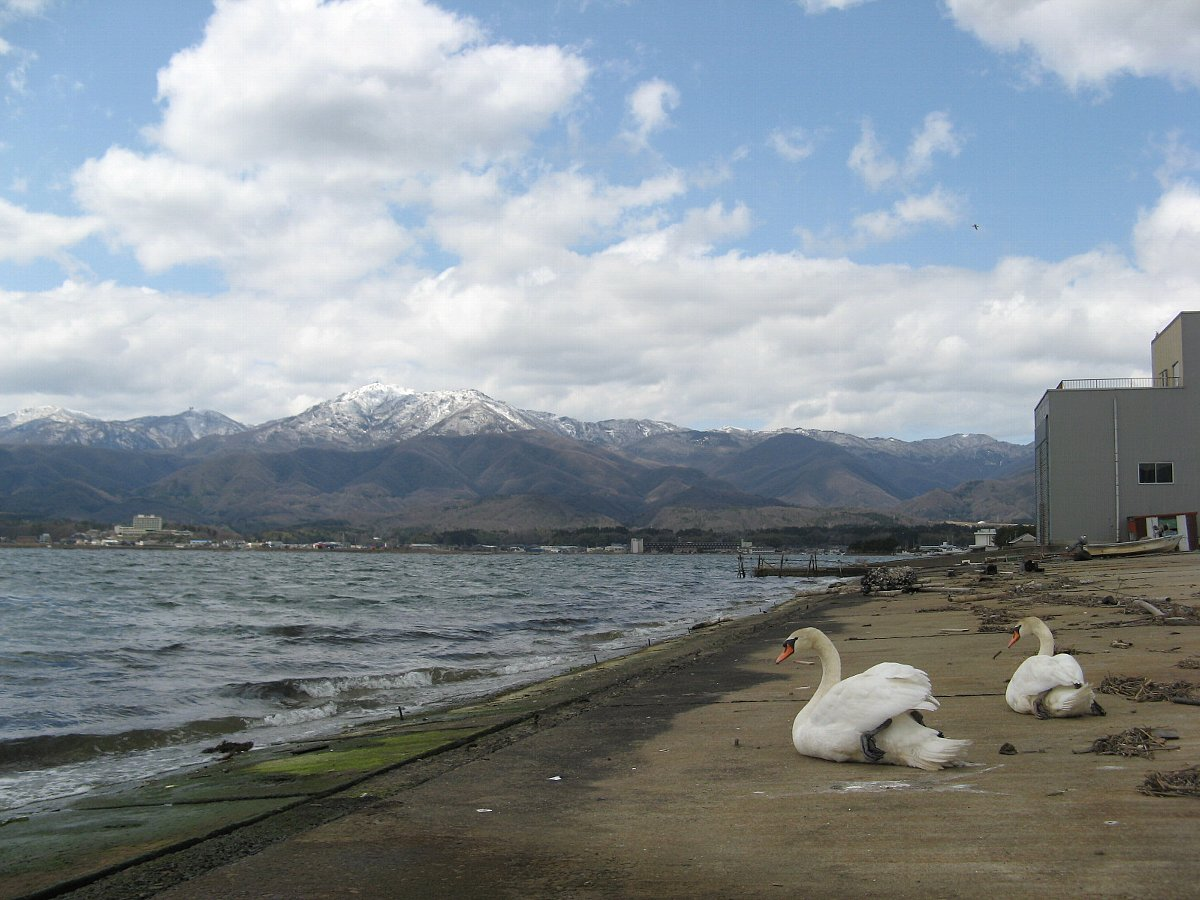
一目入道が棲むといわれる加茂湖

一目入道、一つ目入道（いちもくにゅうどう、ひとつめにゅうどう）は、佐渡島（新潟県佐渡市）の加茂湖に棲んでいるといわれる妖怪。

## 伝承
一目入道は加茂湖の主であり、頭上に一つ目を持つ。ある日、一目入道が湖から上がってみると、1頭の馬が繋がれていた。入道は好奇心から馬に跨り、遊び始めた。
そこへ馬主がやって来て、入道は捕らわれてしまった。陸上では入道も手も足も出ず「ご勘弁下さい。その代わりにこれから毎晩、瑠璃の鉤で一貫の鮮魚を捕らえて献上します。但し魚を採るのに必要なので、鉤だけはお返し下さい」と言った。馬主は面白がって約束を受け入れ、入道を放した。
翌朝に馬主が湖へ行ってみると、約束通り取れたての魚が鉤に掛けられていた。馬主は喜び、入道が言った通り鉤を湖へ返し、魚を持ち帰った。こうしたことが何年も続いた。
ある日、馬主は悪い考えを起こし、約束を破って鉤を返さずに持ち帰った。すると入道は魚を貢がず、それどころか毎年正月15日に馬主の家を襲うようになった。馬主は一晩中念仏を唱え、危機を免れようとした。こうして入道の祟りが無くなった頃、馬主は観音堂を建て、本尊の白毫（びゃくごう。仏の眉間にあって光を放つという白い毛）に入道の鉤をはめた。

## 解説
上記の伝承は、中野城水『伝説の越後と佐渡』（初版・1923年）および、それを参考に編集された巖谷小波による説話大百科事典『大語園』の該当項目によるものだが、馬主は約束を破って以降の顛末は、以下のような別説もある。
- 馬主は約束を破って鉤を返さず、商人に大金で売り払った。すると入道は毎年正月に馬主の家を襲うようになった。馬主は一晩中念仏を唱えて危機を免れようとしたが、そのために狂死して一家は絶えてしまった。入道の祟りを恐れた村人たちが観音堂を建てて馬主の霊を供養し、ようやく入道は現れなくなった[3]。
- 馬主は約束を破って鉤を返さずに持ち帰り、観音堂の本尊の白豪に入道の鉤をはめた。すると入道は毎年正月に馬主の家を襲うようになった。そのために観音堂を守る家では、その日の夜は仏前で一晩中祈祷を行い、観音堂の境内では村の青年たちが護衛を務めることになった。16日朝になると一目入道たちは、彼らを前にして退散して行くのだという[4][5]。

## 文献上の名称の錯誤
もっとも古い文献である『伝説の越後と佐渡』では「一つ目入道」、また新潟県出身の郷土史家・小山直嗣も著書において「一つ目入道」と表記しており、「ひとつめにゅうどう」という名称は文献上では初期から一貫している。いっぽう、『大語園』では「一目入道」とのみ表記されており、読みを「いちもくにゅうどう」とし、50音配列の同書上で「い」の部に組み込んでしまっている。後者のみを参考資料として、読みを「いちもくにゅうどう」としている文献も多く見られ、文献上での錯誤が発生している事態も散見される。

## 行事
新潟県潟端村（後の両津市潟端地区）には、中浦台地上の観音堂で、毎年1月16日に「目一つ行事」という正月行事が行われていた。この観音堂に病気などの災厄から身を守る観音が祀られており、湖底から襲ってくる妖怪「目一つ」から観音を守ると伝えられている。『両津市誌』などによれば、村人たちに捕えられた「目一つ入道」（または河童）が、逃がしてもらう代わりに、木の下に魚を鉤に吊るすようになったとの伝承に基づくものとされる。
昭和初期にこの行事を司る地区の家系が途絶え、口伝による伝承が失われていた。その後の2016年（平成28年）に開催された「さどの島銀河芸術祭」で、「目一つ」をモチーフとした造形が湖畔で展示されたことで話題となり、多摩美術大学の芸術人類学研究所で、「目一つ」の伝説の調査が行われている。